# Juan de Pablo Bonet
Pour les articles homonymes, voir Bonet.
Juan de Pablo Bonet (1573-1633) est un Espagnol qui est encore présenté sans aucune preuve comme prêtre dans certaines encyclopédies. Il est l'un des pionniers de l'éducation oraliste des sourds et l'auteur du premier manuel d'orthophonie-logopédie et de phonétique en Europe.

## Biographie

### Jeunesse
Juan de Pablo Bonet naquit en Espagne, près de Saragosse au village d’El Castellar, en 1573. En 1574, la famille Pablo-Bonet partit s’installer dans le village de Torres de Berrellén. À la mort de sa mère en 1580, il partit à Madrid accompagné d'un employé de son oncle. Il ne reviendra à Saragosse qu’à trois occasions : la mort de son frère en 1583, celle de son père en 1588 et en 1593, au moment où il mit en vente son héritage maternel car il avait besoin d’argent pour subsister et payer ses études.

### Carrière
De 1604 à 1607, il séjourna en Afrique et y travailla comme secrétaire du marquis d’Ardales, Capitaine général d’Oran. Il retourna la dernière année à Madrid, où il se mit au service, en tant que secrétaire, du connétable de Castille, Juan Fernández de Velasco y Tovar, qu’il accompagnera à plusieurs reprises en Italie, plus particulièrement à Milan, ville dont le Connétable était le gouverneur.
Il se maria la même année avec Mencia Ruicerezo, avec laquelle il aura un fils en 1616, nommé Diego. À des dates restées indéfinies, il fut nommé attaché du Capitaine Général d’Artillerie d’Espagne et Valet Servant du Roi. À la mort de Juan Fernández de Velasco, en 1613, il poursuivit ses fonctions de secrétaire auprès du nouveau Connétable Bernardino. En 1618, la veuve de Juan Fernández le nomma Comptable de la Maison Velasco. La même année, la Couronne espagnole le nomma Administrateur général au service comptable et des impôts du royaume.

### Contact avec le monde des sourds-muets
Confronté à la surdi-mutité du second fils du Connétable, Luis de Velasco, Marquis de El Fresno (1610 – 1664) (à ne pas de confondre avec d'autres membres de la même famille, aussi nommés Luis de Velasco), né trois ans après sa prise de fonction et agacé par la malhonnêteté de ceux qu’on appelait des maîtres en démutisation, il publia en 1620 son Réduction des lettres à leurs éléments primitifs et art d'enseigner à parler aux muets. Juan de Pablo Bonet s’est chargé lui-même des premières années de l’éducation de Luis de Velasco, avant qu’elle ne soit confiée ensuite, pendant quatre ans, à un autre précepteur, Manuel Ramírez de Carríon.

### Carrière politique
En 1622, devenu secrétaire du roi Philippe IV, il accompagna dans le cadre de sa charge le Comte de Monterrey, beau-frère du Comte-Duc d’Olivares, le favori du roi, ambassadeur auprès du Pape. En 1626, il fut mandaté pour assister en tant que secrétaire du roi aux réunions du Parlement d’Aragon. Dans la foulée, il fut recommandé pour le Secrétariat du Conseil d’Aragon. En août 1626, le roi lui remit l’habit de l’ordre de saint Jacques. En 1630, il fut chargé au sein du Conseil d’Aragon des documents administratifs concernant la Sardaigne. Deux ans plus tard, il accompagna le Comte de Monterrey dans une nouvelle visite diplomatique à Rome. Il effectua une dernière mission au titre de sa charge la dernière année de sa vie : le Comte de Monterrey lui confia le soin de lever des troupes pour le royaume de Naples, dont il était Vice-Roi et Capitaine Général.

## Œuvres
- Pablo Bonet, J. de, 1620, Reduction de las letras y Arte para enseñar á hablar los Mudos ;  Abarca de Angulo, Madrid.
- Bonet, J.P., 1891, Réduction des lettres à leurs éléments primitifs et art d'enseigner à parler aux muets, traduit de l'espagnol par E. Bassouls et A. Boyer, Paris.

## Influence dans l'éducation des sourds en France et en Europe
En France, l’abbé Charles-Michel de L'Épée, sera son principal porte-parole lorsqu’il abordera la question de la démutisation et adoptera l’alphabet uni manuel. L’abbé Claude-François Deschamps de Champloiseau  le publiera à la fin du XVIIIe siècle, dans son Cours élémentaire d’éducation des sourds et muet. Jacob Rodrigue Péreire s’en inspirera pour adapter un système plus performant et spécifique à la langue française, qui prenait en compte sa forme phonique et orthographique, baptisé Dactylologie. Le rayonnement de Juan de Pablo Bonet connut un second souffle, auprès des professeurs des Instituts de sourd-muets et des médecins ORL., lors du retour à l’oralisme, après les recommandations du Congrès de Milan en 1880 : réédition en 1882 à Madrid, par le Collège national des sourds-muets et des aveugles, traduction en France par E. Bossouls et Auguste Boyer, professeurs à l’Institution nationale des sourds-muets de Paris, à partir de mars 1889 dans la Revue Internationale de l’enseignement des sourds-muets, édition anglaise, Simplification of the Letters of the Alphabet and Method of Teaching Deaf-Mutes to Speak, à la même période, traduction en allemand à Stuttgart publiée en 1895.